# アルザス地域圏
アルザス地域圏（アルザスちいきけん、アルザス語: Elsàss、アレマン語: Elsäß、標準ドイツ語: Elsass、フランス語: Alsace、英語: Alsace）は、フランス北東部のDépartement（デパルトモン=行政区分）。Bas-Rhin（バ＝ラン県）とHaut-Rhin（オ＝ラン県）二つの県を含む。2021年1月1日にバ＝ラン県、オ＝ラン県の合併が計画されており、名称がCollectivité européenne d'Alsaceに変更予定。バ＝ラン県の県庁所在地はストラスブール（独：シュトラースブルク）で、アルザス地域圏の首府でもある。オ＝ラン県の県庁所在はコルマール。
ヴォージュ山脈のある西側の大部分をロレーヌ地域圏と接し、残りはブルゴーニュ=フランシュ＝コンテ地域圏と接している。
ドイツとスイスの国境に接する。2016年1月1日より、アルザスからGrand Est（グラン・テスト地域圏）の名称となった。

## 概要
域内面積は日本の兵庫県（約8,394平方キロメートル）と同じぐらい、人口は岡山県（約189万人）とほぼ同程度。南北に細長く展開し、北部がバ＝ラン県（「ライン川下流」の意味）、南部がオ＝ラン県（「ライン川上流」の意味）にそれぞれ分かれる。
住民の大部分はドイツ系のアレマン人の一派であるアルザス人（アルザス語：エルザス人）で、人口の43%がドイツ語系（アレマン語系）の一方言であるアルザス語を使う。住民は通史的に中部フランク王国由来のアイデンティティをもつ。アルザスではライン川の水運を利用した農業・工業がそれぞれ古代・中世から盛んである。また、アメリカやオーストラリアほどではないにせよ豊富に鉄鉱石や石炭を産出する。アルザスの地誌は、中フランクの地誌を代表する。
神聖ローマ帝国の領地となってから20世紀まで、アルザスは戦争の度に蹂躙された。争奪の対象アルザスは地政学上の要衝に違いなかったが、中世のライン川というのは地元の平野全体でぐねぐねと曲がり、また枝分かれして、中州や沼をつくっていた。この不衛生な環境が19世紀の開発で改善されるまで風土病のマラリアを流行らせた。
第二次世界大戦終結以来フランス領である。デグサなどのドイツ系企業施設が立地したこともあり、戦後は厳しいフランス同化政策がとられた。多くの住民はフランス語とアルザス語のバイリンガルだが、若年層ほどフランス語を多用する。近年になってフランス政府は同化政策を改めたが、フランス語しか話せない若者も少なくないので、今後の教育方針をめぐる議論は続いている。
ストラスブールは欧州統合の基地として、中央政府や直近のルクセンブルクと連携している。
アルザス通史の著作は地元においてすら希少である。およそアルザス史の公的な記録は欧州統合に水を差さないような形をとっている。フランス人の著したものは、神聖ローマ帝国の時代がまるでなかったかのようにし、フランス革命・ナポレオンおよび各世界大戦でのアルザス解放に紙面を割いている。ドイツ人の著したものは、普仏戦争からナチスドイツの時代を大して説明しないで、神聖ローマ統治下の華やかなアルザスを積極的に描写している。アルザス人が著したものは、ローマ帝国とフランク王国の治世をふまえて神聖ローマ統治下の栄華を西欧全体の成果とみなすが、近現代史を論拠とするドイツ非難とフランス擁護に傾いている。アドルフ・ティエールが普仏戦争敗退後にアルザスを講和の具としたことや、ナチスドイツが侵攻してきたときストラスブールをフランス軍が無人状態で放棄したことなどには言及していない。
2002年の域内GDPは443億ユーロ（約5兆円、鹿児島県と同程度）、1人当たりGDPは24,804ユーロ（約390万円）にのぼる。1人当たりGDPはフランス国内の22地域圏中イル・ド・フランスに次いで第2位に達し、労働者の68%がサービス業に、25%が工業に従事している。現在、アルザスはフランスで最も工業化された地域圏となっており、生活水準もフランスの中でも高い方に属する。

## 文化

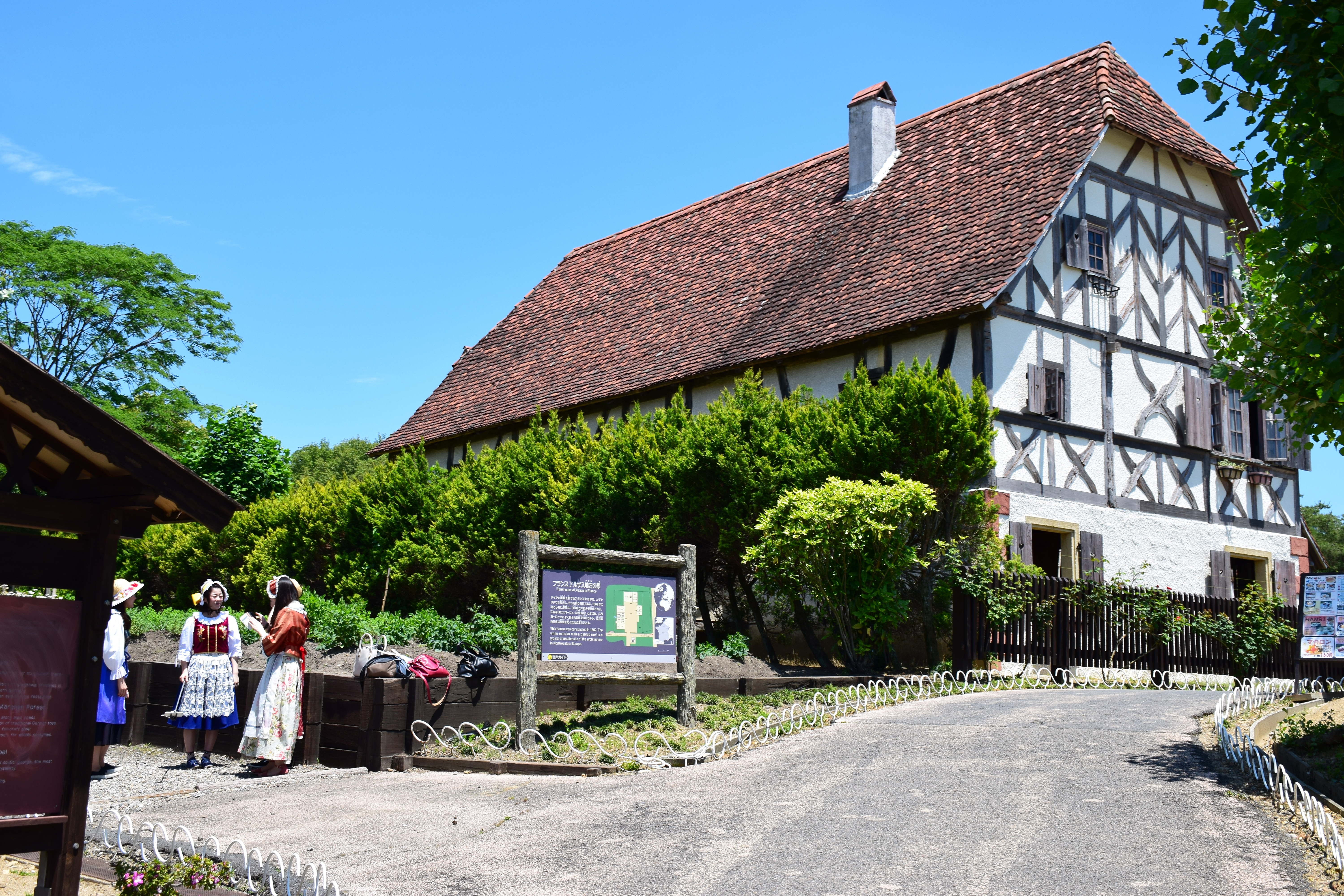
アルザス地方の農家（リトルワールド・愛知県犬山市）
アルザス家屋の形は、コロンバージュと呼ばれる木骨造（木骨組み、漆喰固め; Fachwerk(haus)（独））のものが多い。

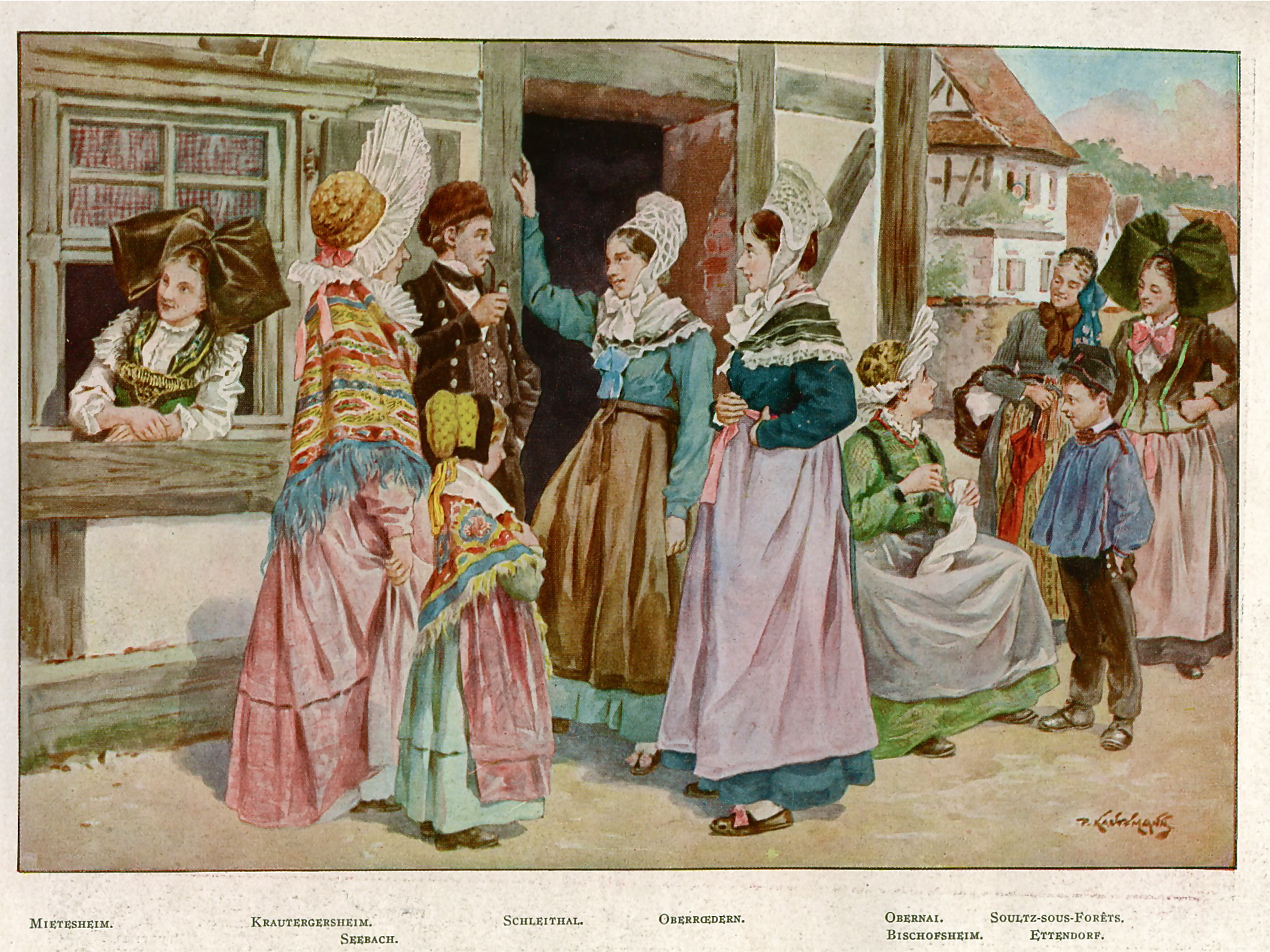
アルザスの伝統的な衣装

フランス文化を濃厚に受けたルクセンブルクやドイツ西部のザールラント州、コブレンツ以西のラインラント＝プファルツ州（トリーア、アーヘンを含む）と比較すると、アルザス地方は古来のドイツ文化の特徴が目立つ。歴史的に中フランクだからと考えることもできるが、今現在もアルザスにはドイツ系多国籍企業の直接投資がストラスブールを中心に行われており、ドイツ文化に対する需要が付随しているとも考えられる。
食文化においては、シュークルート（ザウアークラウト（Sauerkraut））やベッコフ（Bäckeoffe）が名物であるほか、ワインではゲヴュルツトラミナー（Gewürztraminer）をはじめとして、赤よりも白が多く製造されているなどドイツ的である。ビールもフランスきっての量と質を誇るが、しかしこれは必ずしもドイツ文化ではなくスウェーデンのそれでもある。
宗教面でも、フランス全土はカトリックが圧倒的に多い（約90%）のに対してアルザス地方はプロテスタントの信者も多く、ストラスブール市内には両派の教会や関連施設が多数存在する。そういう制度になっているのだが、次に詳述する。
東西両陣営が領有権を争ったので、アルザスにはライシテの適用がない。代わりに1801年のコンコルダート（政教協約）が今でも生きている。訴訟と問題が提起されているが、おおむね合憲とされている。コンコルダートにより、カトリック・ルター派・改革派・ユダヤ教が公認されている。イスラム教は公認されていない。しかし、アルザス・モーゼル地方法上の非公認宗教としてさまざまな権利を保障されている。7人集まるだけで宗教団体を設立することができるし、ライシテの適用がないので要件を満たせば国や自治体から補助金が出る。定款で目的を厳格に宗教とするなら、不動産税が免除される。ストラスブールでは2012年にムスリム専用の公共墓地ができた。

## 行政区画

上：バ＝ラン県、
下：オー＝ラン県

| 名称                   | 人口(人)  | 州都/主府/本部            | 備考 |
| ---------------------- | --------- | ------------------------- | ---- |
| バ＝ラン県 Bas-Rhin    | 1,121,407 | ストラスブール Strasbourg |      |
| オー＝ラン県 Haut-Rhin | 762,743   | コルマール Colmar         |      |

行政と市町村
- オー＝ラン県（オーバーエルザス県）
  - ケゼルスベール（カイザースベルク）
  - コルマール（コルマールまたはコルマー）
  - ミュルーズ（ミュールハウゼン）
- バ＝ラン県（ウンターエルザス県）
  - ストラスブール（シュトラースブルク）
  - ロサイム Rosheim（ロスハイム）
  - セレスタ
  - ロテルブール（ラウターブルク）